# 1996年アトランタオリンピックのハンガリー選手団
1996年アトランタオリンピックのハンガリー選手団（1996ねんアトランタオリンピックのハンガリーせんしゅだん）は、1996年7月19日から8月4日にかけてアメリカ合衆国のジョージア州アトランタで開催された1996年アトランタオリンピックのハンガリー選手団、およびその競技結果。

## 概要
今大会は金メダル7個、銀メダル4個、銅メダル10個の合計21個のメダルを獲得した。

## メダル
| メダル | 選手名                     | 競技 | 種目                 |
| ------ | -------------------------- | ---- | -------------------- |
| 金     | バラシュ・キシュ           | 陸上 | 男子ハンマー投       |
| 金     | ノルベルト・ロージャ       | 競泳 | 男子200m平泳ぎ       |
| 金     | アッティラ・ツェネ         | 競泳 | 男子200m個人メドレー |
| 金     | クリスティーナ・エゲルセギ | 競泳 | 女子200m背泳ぎ       |
| 銀     | カロリー・ギュトレル       | 競泳 | 男子200m平泳ぎ       |
| 銀     | シルベステル・チョラニー   | 体操 | 男子吊り輪           |
| 銅     | アグネス・コバチ           | 競泳 | 女子200m平泳ぎ       |
| 銅     | クリスティーナ・エゲルセギ | 競泳 | 女子400m個人メドレー |